# Schwarzenberg (Lucerne)
Pour les articles homonymes, voir Schwarzenberg.
Schwarzenberg est une commune suisse du canton de Lucerne, située dans l'arrondissement électoral de Lucerne-campagne.

## Histoire

Vue aérienne (1954)